# NN-44
La carretera NN-44 es una vía departamental secundaria que conecta el municipio de San Juan de Río Coco en el departamento de Madriz con Santa María, en el departamento de Nueva Segovia. Se extiende por una zona montañosa y rural del norte del país.

## Trazado y cruces
A lo largo de su recorrido, la NN-44 pasa por las siguientes localidades:
| km  | Localidad            | Departamento  | Conexión / Ruta    |
| --- | -------------------- | ------------- | ------------------ |
| 0   | San Juan de Río Coco | Madriz        | NN-43              |
| 4,5 | El Socorro           | Madriz        | Camino rural       |
| 9,3 | Santa María          | Nueva Segovia | Camino a Macuelizo |

## Coordenadas
Uno de los tramos de la NN-44 puede ser encontrado en las coordenadas: 13°33′58″N 86°17′06″O / 13.5660, -86.2850